# Prison civile d'Akpro-Missérété
La prison civile d'Akpro-Missérété, aussi connue sous le nom de prison civile de Missérété, est un prison civile béninoise située à Akpro-Missérété dans le département de Ouémé. Elle est l'une des principales prisons du pays et joue un rôle important dans le système judiciaire béninois,.

## Histoire
En novembre 2007, une nouvelle prison a été inaugurée au Bénin, appelée la prison civile de Missérété. Elle est située dans le quartier de Gouako-Klotoklomè, arrondissement de Vakon, dans le département de l'Ouémé. Cette prison a été érigée grâce à un financement de l'Union européenne dans le but spécifique d'accueillir les individus responsables du génocide au Rwanda,.

## Infrastructure
La construction de la prison civile de Missérété a été rendue possible grâce au soutien financier de l'Union européenne dans le cadre du Projet d'appui à la justice (PAJ). De plus, l'Union européenne a généreusement fait don d'infrastructures et de véhicules à la prison civile de Missérété,,.

## Fonctionnement
La prison civile de Missérété fonctionne sous l'autorité du ministère de la Justice du Bénin et relève du système pénitentiaire national. Elle est conçue pour accueillir des personnes prévenues en attente de jugement et des condamnés purgeant leur peine. L'établissement joue un rôle essentiel dans le système judiciaire béninois en assurant la garde, la sécurité et le bien-être des détenus. Il veille également à la réhabilitation des détenus à travers des programmes de réinsertion sociale et de rééducation,,,,.

## Conditions de détention
La prison civile de Missérété s'efforce de respecter les normes internationales relatives aux droits de l'homme et aux conditions de détention. Les détenus sont logés dans des cellules individuelles ou collectives, en fonction de leur classification et de leur profil de sécurité. Des efforts sont faits pour garantir l'hygiène, la santé et le bien-être des détenus, ainsi que pour leur fournir des repas adéquats. Cependant, certains détenus se plaignent des conditions de détention qui ne sont pas adéquates ,,,,,,.

## Collaboration et partenariats
La prison civile de Missérété collabore avec diverses organisations nationales et internationales, des ONG et des partenaires de développement dans le but d'améliorer les conditions de détention et de favoriser la réinsertion sociale des détenus. Ces collaborations incluent des programmes de formation professionnelle, d'éducation et de sensibilisation juridique, ainsi que des initiatives visant à promouvoir la santé mentale et physique des détenus. Au nombre de ces partenaires on peut citer: Fondation Vallet, Union européenne, l'ONU,,,.

## Emplacement
La prison civile de Missérété est située dans la commune Akpro-Missérété, département de Ouémé.

## Détenus notables
On peut citer:
- Reckya Madougou[23],[24],[25],[26],[27];
- Georges Bada[28],[29],[30],[31],[32];
- Laurent Mètongnon[33],[34],[35],[36],[37];